# 袁良 (汝南)
袁良（前1世纪-1世纪）, 两汉人物，汝南袁氏先祖。由于与陈郡袁氏的先祖袁良同名，历代多有混淆。北宋时编撰的《新唐书》将两人混为一人，至今仍有错误流传。
通晓《孟氏易》，汉平帝时被推举为明经，任太子舍人；建武初，官至成武令。袁安为其孙；东汉末年军阀袁绍、袁术为其六世孙。